# Mörderhorn
Das Mörderhorn oder Mörder ist ein 2395 m ü. M. hoher Berg in den Glarner Alpen auf dem Gebiet der früheren Gemeinde Elm im Kanton Glarus in der Schweiz. Er liegt einen Kilometer Luftlinie westnordwestlich des Segnespasses, der Elm mit Flims verbindet.

## Trivia
In der TV-Serie Die Simpsons (Folge 23 der 9. Staffel) ist das Mörderhorn der höchste Berg in der Nähe Springfields. Das Mörderhorn dient dort als Persiflage des bekannteren Matterhorns; ein Apfelriegel-Fabrikant sponsert Homer Simpson bei der Besteigung des Mörderhorns.